# Höhr-Grenzhausen
Höhr-Grenzhausen ist eine Stadt im Westerwaldkreis in Rheinland-Pfalz. Sie ist ein Mittelpunkt der keramischen Industrie im Kannenbäckerland mit der Fachhochschule für Keramik oder Schule für Keramische Gestaltung, daher auch der Beiname „Kannenbäckerstadt“.

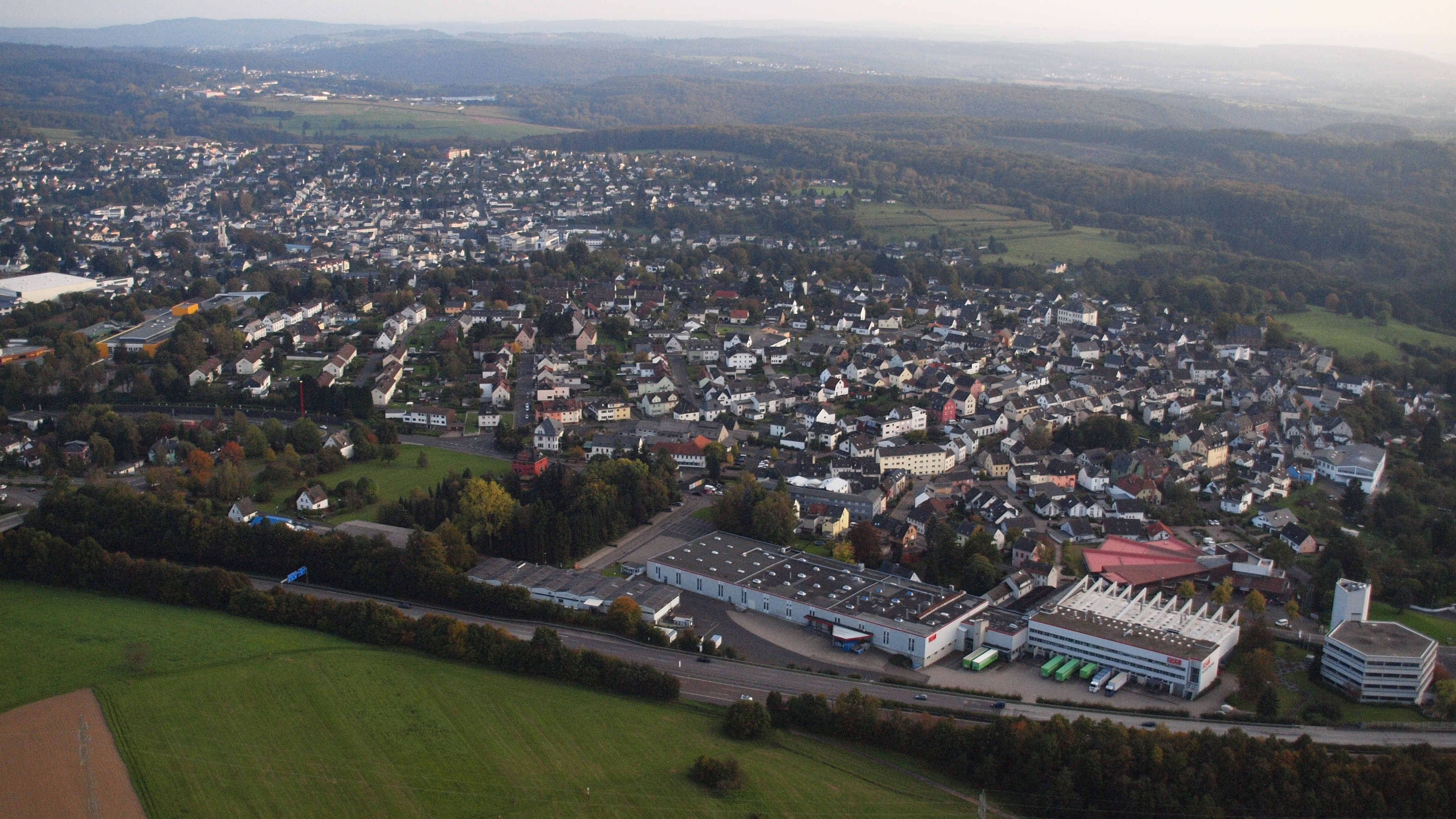
Höhr-Grenzhausen, Luftaufnahme (2014)

Die Stadt gehört der gleichnamigen Verbandsgemeinde an, deren Sitz sie auch ist. Höhr-Grenzhausen ist gemäß Landesplanung als Mittelzentrum ausgewiesen.

## Geographie
Höhr-Grenzhausen liegt im Kannenbäckerland und im Niederwesterwald am Rande des Naturpark Nassau. Die Stadt liegt an der Montabaurer Höhe etwa 4 km westlich der Alarmstange.
Die wichtigsten Gewässer im Gemeindegebiet sind der Brexbach, der Aubach (entspringt in Grenzhausen), der Ferbach (entspringt in Höhr), der Feisternachtbach und der Masselbach, ein Zufluss des Brexbach bei Grenzau.
Die Ortsteile von Höhr-Grenzhausen sind Höhr, Grenzau und Grenzhausen.
Die Nachbargemeinden sind Alsbach, Hilgert, Hillscheid, Kammerforst, Ransbach-Baumbach, Vallendar (Landkreis Mayen-Koblenz) und Weitersburg (Landkreis Mayen-Koblenz).

## Geschichte

### Grenzhausen
Grenzhausen ist erstmals 1281 urkundlich erwähnt. Der Ort scheint zunächst isenburgisch, später zwischen Wied und Kurtrier geteilt gewesen zu sein. Grenzhausen erhielt 1346 Stadtrechte. Möglicherweise besaß Grenzhausen im 14. Jahrhundert bereits eine eigene Pfarrei, allerdings gehörte es 1504 der Pfarrei Vallendar an. Die Ersterwähnung der Kirche datiert auf 1504, das Bauwerk lässt sich aber aufgrund seines romanischen Westturms auf das Früh- oder Hochmittelalter zurückführen. 1574 wurde in Grenzhausen die Reformation eingeführt. Spätestens zu Beginn des 16. Jahrhunderts verlagerte sich das zuvor in Alsbach angesiedelte Gericht nach Grenzhausen, wodurch der Ort eine Mittelpunktfunktion für die Umgebung erhielt.
Während des Dreißigjährigen Kriegs ereignete sich nahe Grenzhausen eine Schlacht zwischen bayerischen Truppen unter Johann von Werth und hessischen Truppen, die die Hessen verloren. Sie hatten versucht, den Belagerungsring zu brechen, den Werth um die französische Besatzung der Festung Ehrenbreitstein gelegt hatte.
1878 erfolgte ein tiefgreifender Umbau der Kirche, bei dem ein gotischer Chor und ein Schiff durch Neubauten ersetzt wurden. 1879 wurde Grenzhausen Sitz eines Amtsgerichts. Ende des 19. Jahrhunderts ging im Ort eine Farbenmühle in Betrieb.
1698 wurde eine Mühle an der Brex errichtet. Ende des 19. Jahrhunderts entstand in der Gemarkung eine Farbmühle.
Für Grenzhausen sind im Jahr 1664 33 Häuser überliefert, für das Jahr 1734 108 Familien, davon 47 Kannenbäcker- (Töpfer-) und acht Tabakpfeifenmacherfamilien. 1789 werden 1000 Einwohner genannt, 1832 930 und 1885 1577.

### Grenzau
Der heutige Stadtteil Grenzau geht auf die gleichnamige Burg zurück, in deren Burgfrieden es gemeinsam mit Kammerforst lag. In einem Dokument aus dem Jahr 1338 ist von einem Haus und einer Vorburg an der Burg Grenzau die Rede. Dabei dürfte es sich um den Kern des Dorfes Grenzau gehandelt haben. Dieses erhielt 1346 von Balduin von Luxemburg Stadtrechte nach Frankfurter Recht, die aber nie zur Anwendung kamen. Auch nachdem die Burg nicht mehr genutzt wurde, blieb der Burgfriedensbezirk bestehen, so dass die Bewohner von Grenzau noch 1756 frei von Frondiensten waren. Der Ort scheint zeitweise eng mit Kammerforst verbunden gewesen zu sein. Im Jahr 1723 werden Grenzau und Kammerforst als gemeinsame Gemeinde genannt, 1813 ist ein gemeinsamer Bürgermeister für beide erwähnt. Im Jahr 1775 hatte Kammerforst jedoch einen eigenen Bürgermeister.
Sitz der zuständigen Pfarrei war bis zur Einführung der Reformation 1578 Alsbach, danach Nauort. Bis zum Bau der Kirche St. Peter und Paul im Jahr 1792 nutzten die Grenzauer die Burgkapelle. Im Jahr 1785 wird erstmals eine Schule im Ort genannt.
Die Wirtschaft im Ort beschränkte sich im 17. Jahrhundert im Wesentlichen auf das Töpfer-, Woll- und Leinenwebergewerbe. Landwirtschaft wurde nur im geringen Maß und vor allem als Grünlandbewirtschaften betrieben. Von Bedeutung war das 1614 erstmals erwähnte Wirtshaus, das über Bannrecht verfügte und für das 1631 ein stattlicher Fachwerkbau errichtet wurde. Auch scheint es im 17. Jahrhundert Hopfenanbau und zuvor Weinbau gegeben zu haben. Eine Mühle ist erstmals im Jahr 1464 nachgewiesen. 1666 wurde zudem eine Ölmühle errichtet, die 1752 aber als verfallen bezeichnet wird. 1804 wird ein Steinbruch in der Gemarkung erwähnt.
Erste Angaben zur Bevölkerung datieren auf 1720 und erwähnen 30 Hausstätten. 1723 sind 21 Ehen und zwei Witwen erwähnt, 1813 37 Familien, 23 von ihnen mit Zugvieh. Im Jahr 1787 werden 143 Einwohner genannt, im Jahr 1823 169 und im Jahr 1826 193.

### Höhr-Grenzhausen
Die Stadt Höhr-Grenzhausen wurde am 1. April 1936 aus den vorher eigenständigen Gemeinden Höhr, Grenzhausen und Grenzau gebildet. Gleichzeitig wurde die neue Gemeinde zur Stadt erhoben.

### Einwohnerstatistik
Die Entwicklung der Einwohnerzahl von Höhr-Grenzhausen bezogen auf das heutige Stadtgebiet; die Werte von 1871 bis 1987 beruhen auf Volkszählungen:
| Jahr | Einwohner |
| ---- | --------- |
| 1815 | 1.902     |
| 1835 | 2.523     |
| 1871 | 3.213     |
| 1905 | 5.537     |
| 1939 | 5.936     |
| 1950 | 7.026     |
| 1961 | 8.402     |

| Jahr | Einwohner |
| ---- | --------- |
| 1970 | 8.430     |
| 1987 | 8.199     |
| 1997 | 10.064    |
| 2005 | 9.790     |
| 2011 | 9.177     |
| 2017 | 9.353     |
| 2023 | 9.439     |

### Konfessionsstatistik
Mit Stand 30. Juni 2005 waren von den Einwohnern 43,6 % katholisch, 26,9 % evangelisch und 29,5 % waren konfessionslos oder gehörten einer anderen Glaubensgemeinschaft an. Der Anteil der Protestanten und vor allem die der Katholiken ist seitdem gesunken. Mit Stand September 2024 liegt der Anteil der katholischen Bürger bei 30,1 %, der evangelischen bei 19,7 %. 50,2 % gehörten einer anderen oder keinen Glaubensgemeinschaft an.

## Politik

### Stadtrat
Der Stadtrat in Höhr-Grenzhausen besteht aus 24 Ratsmitgliedern, die bei der Kommunalwahl am 9. Juni 2024 in einer personalisierten Verhältniswahl gewählt wurden, und dem ehrenamtlichen Stadtbürgermeister als Vorsitzendem.
Die Sitzverteilung im Stadtrat:
| Wahl | SPD | CDU | Grüne | FDP | FWG * | WGPP * | Gesamt   |
| ---- | --- | --- | ----- | --- | ----- | ------ | -------- |
| 2024 | 3   | 6   | 3     | 1   | 10    | 1      | 24 Sitze |
| 2019 | 4   | 6   | 4     | 1   | 9     | –      | 24 Sitze |
| 2014 | 5   | 7   | 3     | –   | 9     | –      | 24 Sitze |
| 2009 | 6   | 8   | 2     | 1   | 7     | –      | 24 Sitze |
| 2004 | 5   | 10  | 2     | 1   | 6     | –      | 24 Sitze |

### Stadtbürgermeister
Wolfgang Letschert (FWG) wurde am 8. Juli 2024 Stadtbürgermeister von Höhr-Grenzhausen. Bei der Direktwahl am 9. Juni 2024 war er als einziger Bewerber mit einem Stimmenanteil von 77,2 % für fünf Jahre gewählt worden.
Letschert Vorgänger Michael Thiesen (FWG) hatte das Amt von 2009 bis 2024 ausgeübt. Zuvor war Jürgen Johannsen von 1991 bis 2009 Stadtbürgermeister von Höhr-Grenzhausen.

### Wappen
| Wappen von Höhr-Grenzhausen | Blasonierung: „Das Wappen zeigt in Silber drei blaue Frankfurter Kannen.“ |
| Wappen von Höhr-Grenzhausen |                                                                           |

### Städtepartnerschaften
Höhr-Grenzhausen unterhält Städtepartnerschaften mit der italienischen Stadt Laigueglia/Riviera (seit 1972), der französischen Stadt Semur-en-Auxois/Burgund (seit 1987) und seit 2024 mit der belgischen Gemeinde Raeren, mit der Höhr-Grenzhausen eine gemeinsame Keramiktradition verbindet.

## Kultur und Sehenswürdigkeiten

### Museen
In der Stadt befinden sich das Keramikmuseum Westerwald mit einer Sammlung historischer und zeitgenössischer moderner Keramik und ein Museum für Stadtgeschichte. Ferner gibt es das private Keramikmuseum im Kannenofen („Töpferei und Museum im Kannenofen“) in einem der letzten erhaltenen Brennofengebäude (technisches Denkmal) für das ehemals im offenen Holzfeuer bei 1250 °C gebrannte typische blau-graue salzglasierte Westerwälder Steinzeug.
Seit 2007 gibt es in der Kasinostraße das Kultur-Kasino, in dem bis 2016 regelmäßig wechselnde Keramik-Ausstellungen zu besichtigen waren. Seitdem kann man in den Räumen eine ständige Ausstellung handgemachter Keramikprodukte aus dem gesamten Bundesgebiet finden. Angeschlossen ist ein kleines Café.

### Bauwerke
- Evangelische Kirche
- Burg Grenzau
- UNESCO-Weltkulturerbe Obergermanisch-Raetischer Limes auf dem Stadtgebiet

- Siehe auch Liste der Kulturdenkmäler in Höhr-Grenzhausen

### Sport
Im Stadtteil Grenzau von Höhr-Grenzhausen ist der Tischtennis-Bundesligist TTC Zugbrücke Grenzau zu Hause, auch der rheinland-pfälzische Olympiastützpunkt Tischtennis befindet sich dort.

## Wirtschaft und Infrastruktur

### Wirtschaft
Der größte Arbeitgeber in Höhr-Grenzhausen ist die Firma Steuler Holding GmbH mit ca. 600 Mitarbeitern am Standort Höhr-Grenzhausen (ca. 2500 Mitarbeiter weltweit). Die Steuler-Gruppe produziert insbesondere Spezialkeramiken für den Einsatz in Industrie und Anlagenbau. Neben Steuler sind noch ungefähr 20 kleinere Keramikbetriebe, meist in Familienhand, in Höhr-Grenzhausen ansässig, die sich überwiegend auf künstlerische Keramik spezialisiert haben. Einmal im Jahr (Juni) findet in Höhr-Grenzhausen einer der größten Keramikmärkte in Deutschland statt.
Der Verband der Feuerfest-Industrie e. V. wird von Bonn in einen Neubau nahe der Fachhochschule in Höhr-Grenzhausen ziehen.
Weiterhin sind in Höhr-Grenzhausen die RASTAL GmbH & Co. KG (450 Beschäftigte in Höhr-Grenzhausen) und die SAHM GmbH & Co. KG (ca. 500 Mitarbeiter im Stammwerk in Höhr-Grenzhausen) ansässig. Beide Unternehmen sind als Hersteller dekorierter Trinkgefäße, vor allem Biergläser, tätig.
Im Stadtteil Höhr ist die Verlagsgruppe Linus Wittich Medien ansässig. Sie gibt bundesweit Amts- und Mitteilungsblätter heraus. In der Verlagsgruppe sind etwa 1000 Mitarbeiter beschäftigt.

### Tourismus
Höhr-Grenzhausen verfügt über zwei große Vier-Sterne-Superior Hotels, die es zusammen mit weiteren Privatzimmern und Ferienwohnungen auf über 110.000 Übernachtungen im Jahr bringen. Die meisten Touristen besuchen Höhr-Grenzhausen wegen der Keramikbetriebe, des Keramikmuseums oder der zahlreichen Wander-/Rad- und Nordic-Walking-Wege in der Umgebung.

### Radwanderwege
Durch Höhr-Grenzhausen führt der Deutsche Limes-Radweg. Dieser folgt dem Obergermanisch-Raetischen Limes über 818 km von Bad Hönningen am Rhein nach Regensburg an der Donau.

### Bahnhof Höhr-Grenzhausen

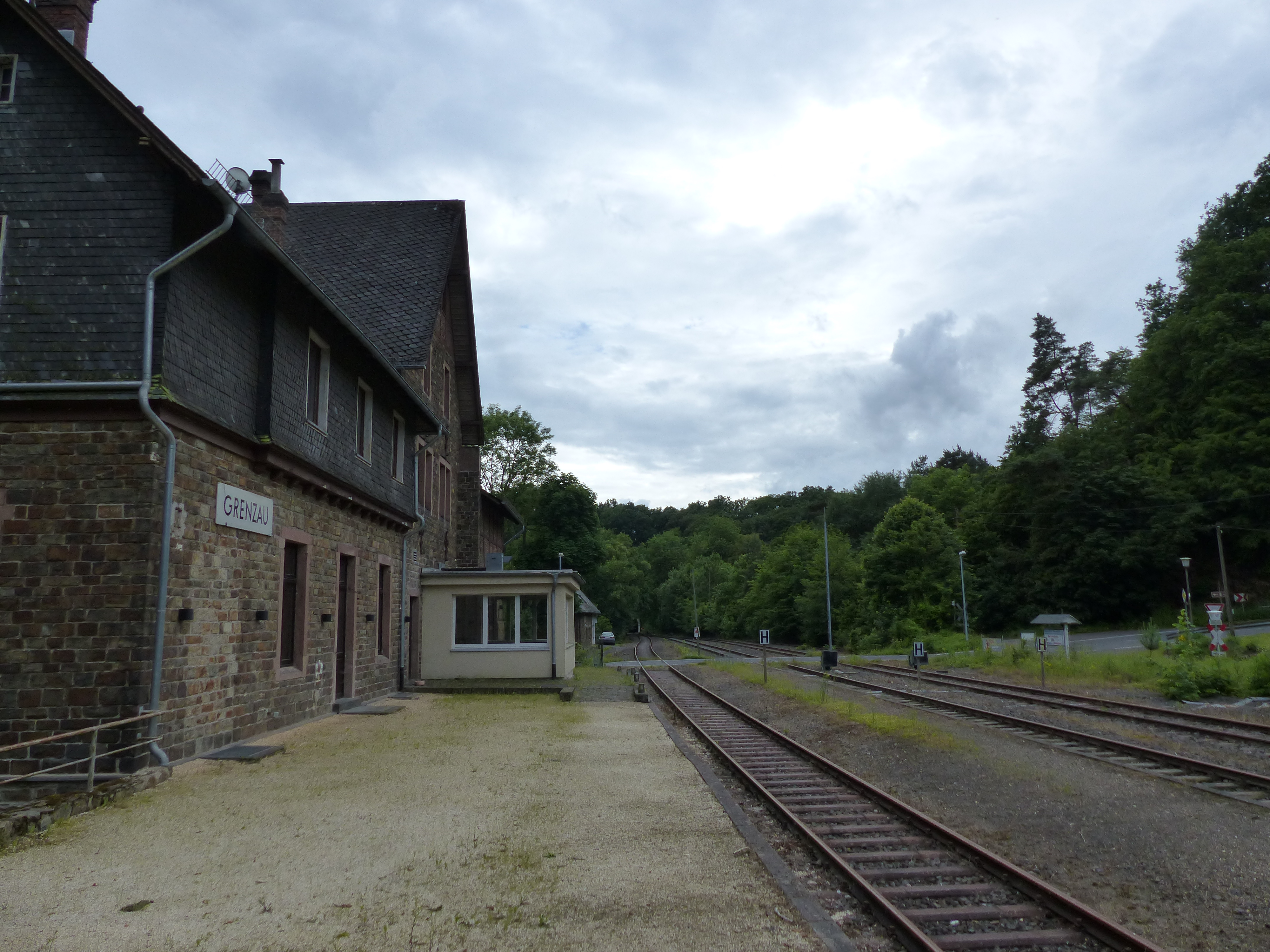
Bahnhof Grenzau an der Brexbachtalbahn

Der Bahnhof Höhr-Grenzhausen lag an der Bahnstrecke Grenzau–Hillscheid und wurde 1884 in Betrieb genommen. Er diente dem Personen- und Güterverkehr. 1972 wurde der Güterverkehr zwischen Höhr-Grenzhausen und Hillscheid und der Personenverkehr auf der gesamten Strecke eingestellt, 1996 auch der restliche Güterverkehr nach Grenzau. Am Bahnhof Höhr-Grenzhausen wurden die Gleise in Richtung Hillscheid demontiert, um einen Radweg zu bauen. Der ehemalige Bahnhof und dessen Grund befinden sich heute in Privatbesitz. 
Während der Sommermonate und zu Veranstaltungen führte der Brexbachtalbahn e. V., welcher sich für die Wiederinbetriebnahme der Eisenbahnstrecke für den Personenverkehr einsetzt, einige Sonderfahrten pro Jahr mit Schienenbussen durch. Die Strecke ist nur noch bis zum Ortsrand von Höhr-Grenzhausen in Betrieb. Der Bahnhof hat keinen Anschluss an den öffentlichen Personenverkehr mehr.
Die nächste Anschlussmöglichkeit an den Eisenbahnnahverkehr besteht heute mittels mehrerer Buslinien (u. a. der Koblenzer Verkehrsbetriebe) am Bahnhof Vallendar. Anschluss an den Eisenbahnfernverkehr besteht am Hauptbahnhof Koblenz sowie am Bahnhof Montabaur.
Es gibt weiterhin Buslinien in die nähere Umgebung und Nachbarorte im Rahmen des Verkehrsverbund Rhein-Mosel.

## Bildung

### Hochschulen
In Höhr-Grenzhausen befindet sich ein Campus der Hochschule Koblenz, der sich speziell auf die Fachbereiche Künstlerische Keramik sowie Werkstofftechnik Glas und Keramik spezialisiert hat und zukünftige Bachelors bzw. Masters of Engineering ausbildet.

### Schulen
Höhr-Grenzhausen verfügt mit der Goethe-Schule über eine Grundschule. Darüber hinaus gibt es ein Schulzentrum mit der Ernst-Barlach-Realschule plus und dem Gymnasium im Kannenbäckerland. Außerdem gibt es eine Fachschule für Keramiktechnik und Keramikgestaltung. Es befindet sich ebenfalls eine Berufsschule der BBS Montabaur im Bereich Keramik dort. Die Schillerschule ist eine Förderschule für Kinder mit Lernbehinderung.

## Söhne und Töchter der Stadt, Persönlichkeiten
- Peter Jacob Remy (1800–1883), Tonwarenfabrikant und Mitglied des Nassauischen Landtags
- Friedrich Held (1801–1878), Amtmann und Landtagsabgeordneter
- Wilhelm Blum (1802–1887), Tonwarenfabrikant und Mitglied des Nassauischen Landtags
- Georg Steuler (1878–1952), gründete 1908 das Familienunternehmen Steuler Industriewerke.
- Klaus Norbert Steuler, bis Januar 2001 für 23 Jahre Geschäftsführer der Steuler Industriewerke[19]
- Frieda Schwarz (1887–1954), Schauspielerin, Rechtsanwältin und Notarin
- Hermann Geisen (1899–1943), Kommunist, Spanienkämpfer und Widerstandskämpfer gegen den Nationalsozialismus[20]
- Elfriede Balzar-Kopp (1904–1983), Keramikerin
- Werner Klein (1914–1964), Unternehmer und Politiker (FDP)
- Adolf Janssen (1916–2004), SS-Hauptsturmführer
- Hermann Hoffmann (1922–2010), Designer und Landwirt
- Wendelin Stahl (1922–2000), Keramiker und Kunsthandwerker
- Ernst Wolfgang Buchholz (* 1923), Sozialforscher, Soziologe und Bevölkerungswissenschaftler
- Paul Zimmerling (1927–2006), Künstler (Keramik)
- Karl Thewalt (1928–2007), Gebrauchsgrafiker in der DDR
- Manfred Reimann (1928–2022), Politiker (SPD)
- Karlheinz Zöller (1928–2005), Flötist
- Anni Schneider (1930–2001), Politikerin (SPD)
- Heiner Balzar (* 1937), Keramiker
- Klaus Budewig (1941–2020), Präsident des Sächsischen Verfassungsgerichtshofs
- Vera Vehring (* 1944), Künstlerin (Keramik)
- Anke Maggauer-Kirsche (* 1948), Lyrikerin und Aphoristikerin
- Ulrich Mäurer (* 1951), Jurist und Politiker (SPD)

## Bilder

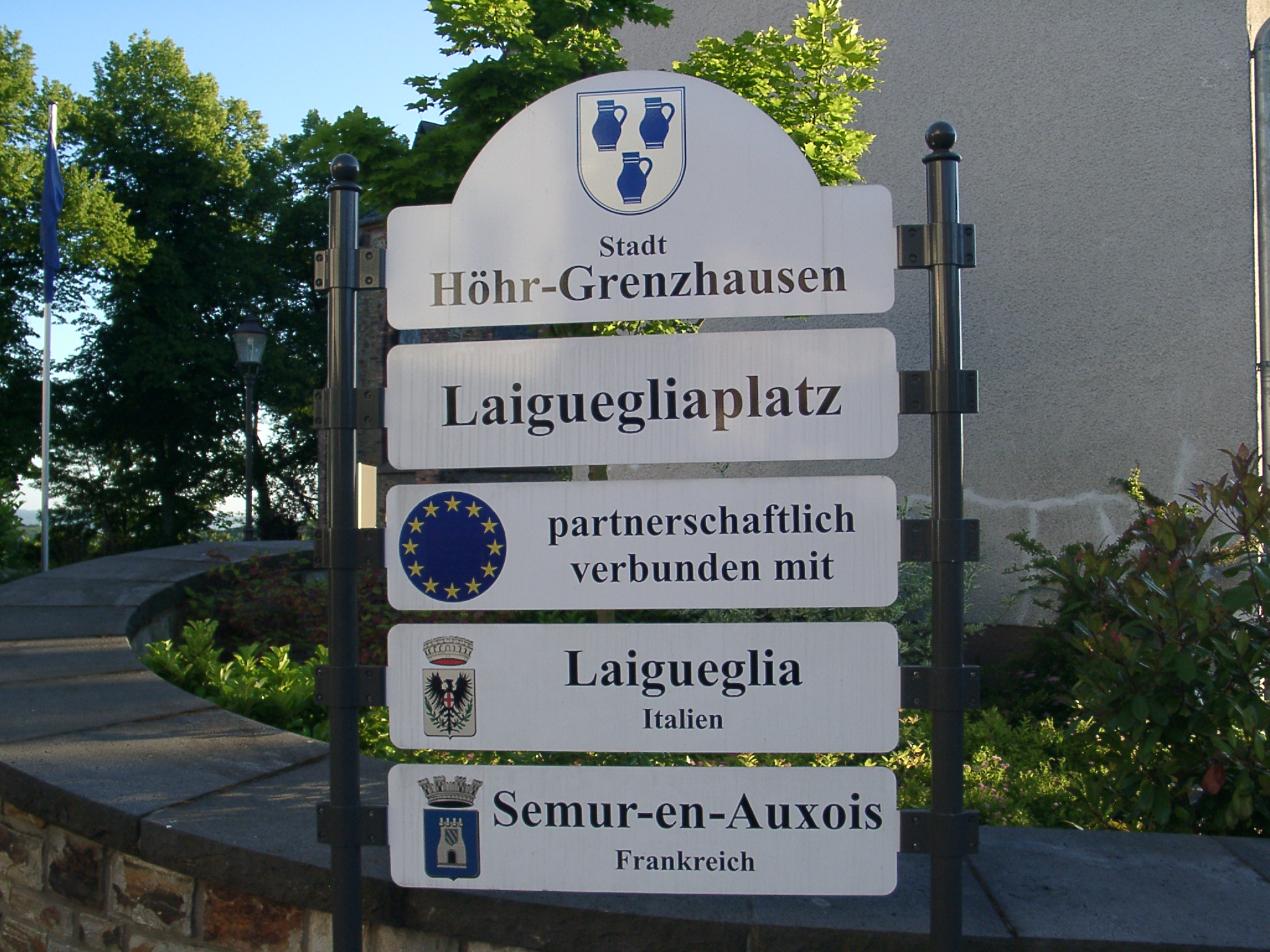
Wappentafel mit Städtepartnerschaften
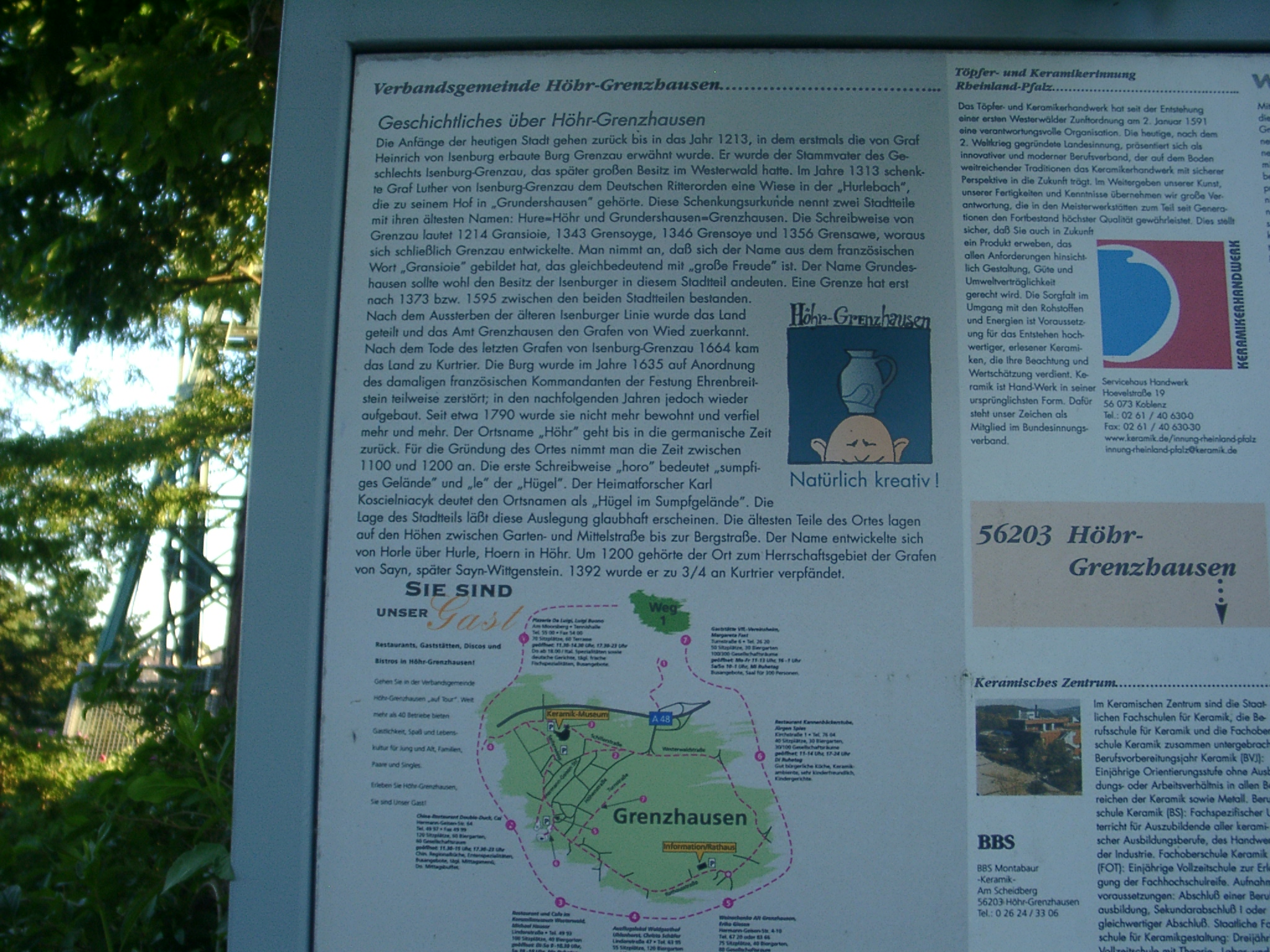
Informationstafel
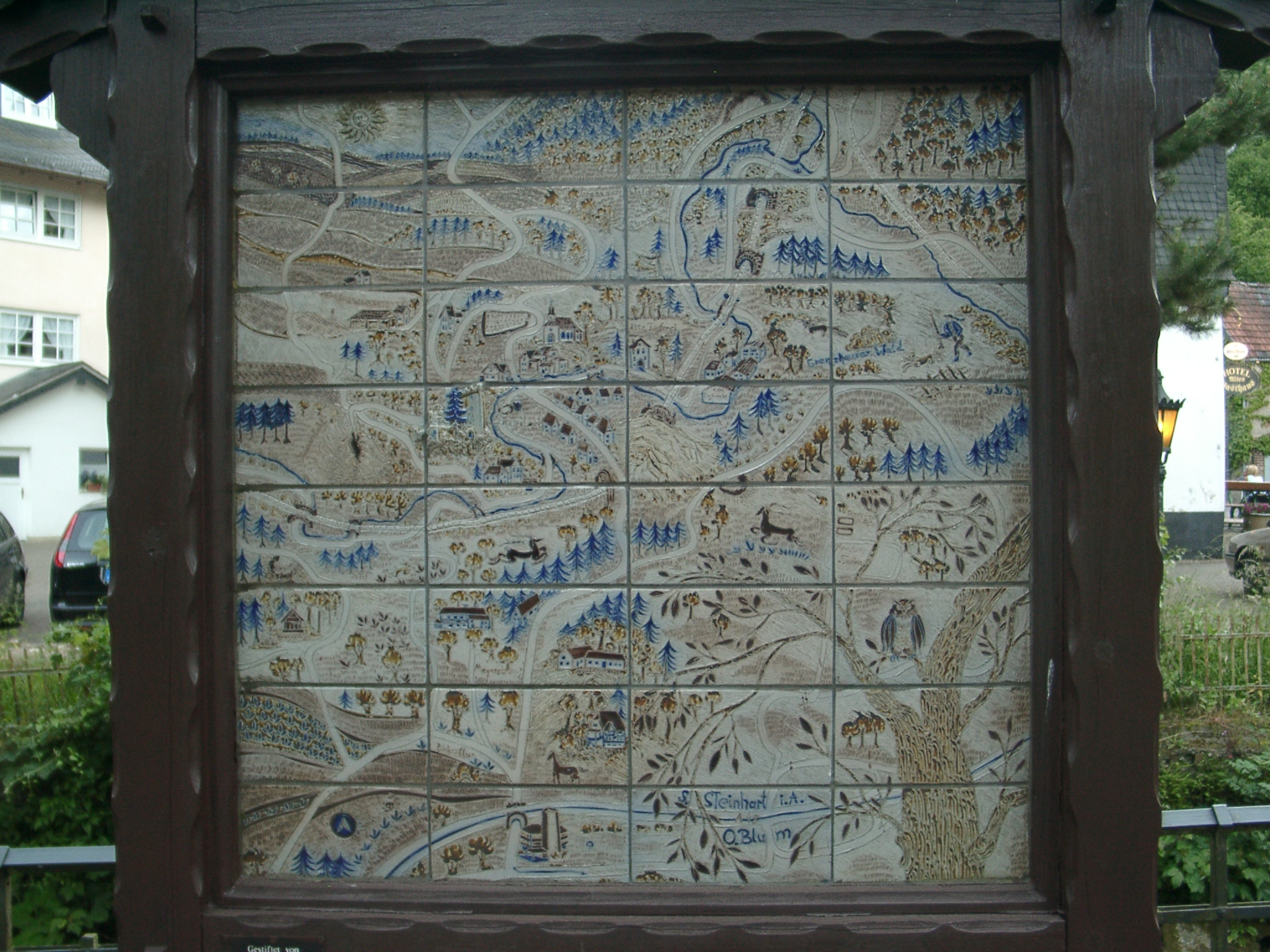
Keramiktafel mit Umgebung von Höhr-Grenzhausen in Grenzau
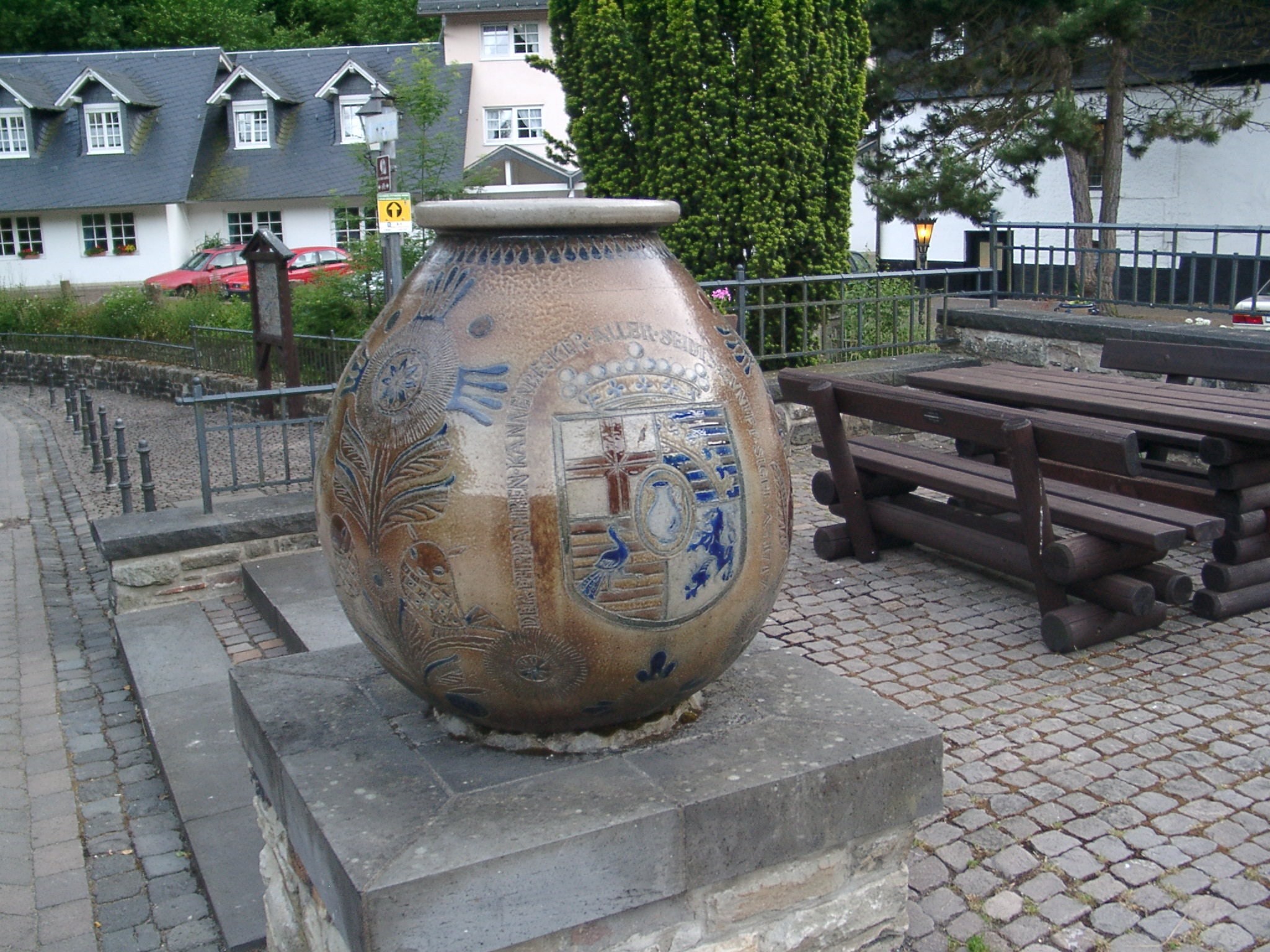
Keramikkunstwerk in Grenzau
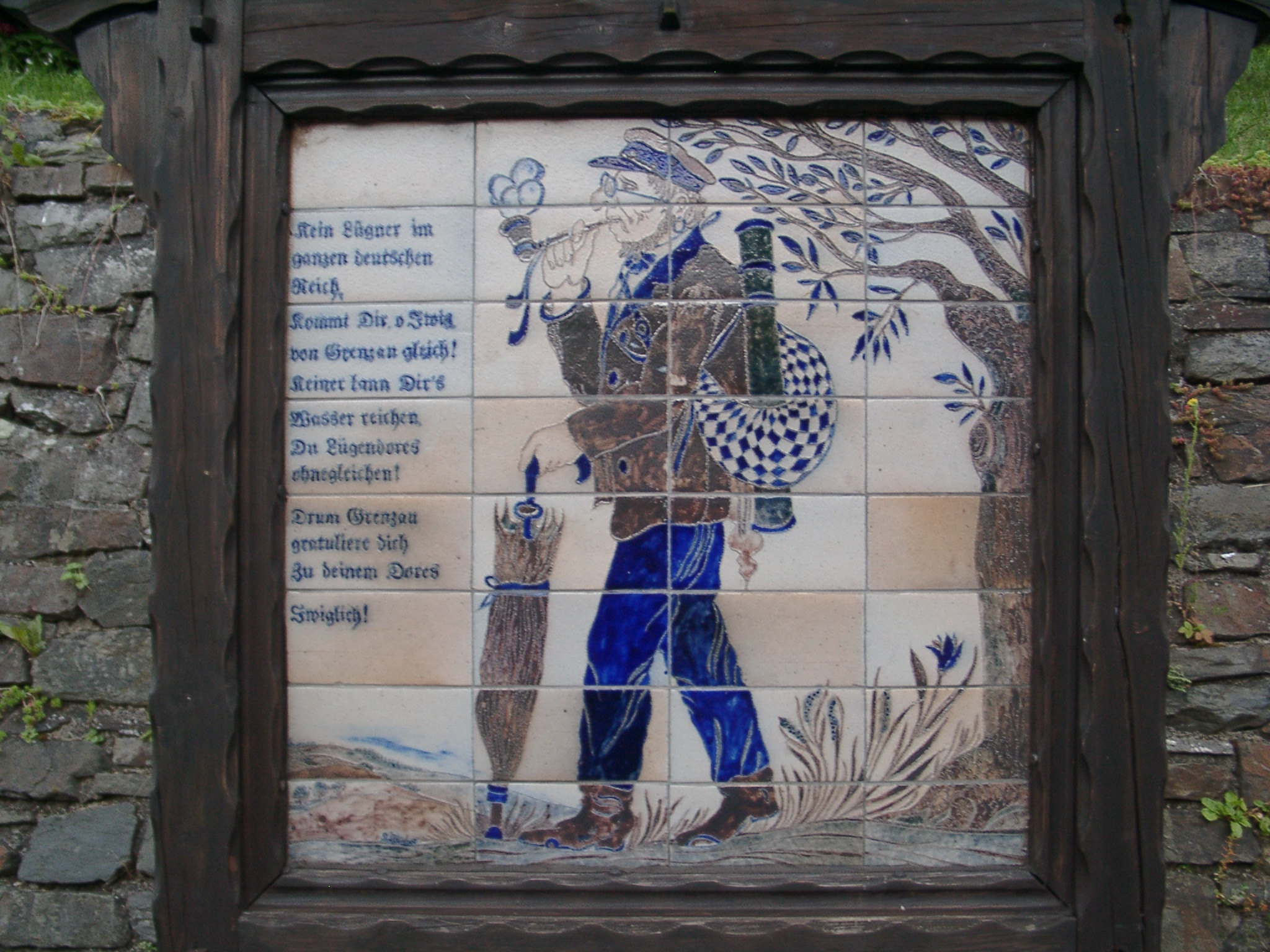
Keramiktafel in Grenzau mit Hinweis auf einen örtlichen Lügenbaron
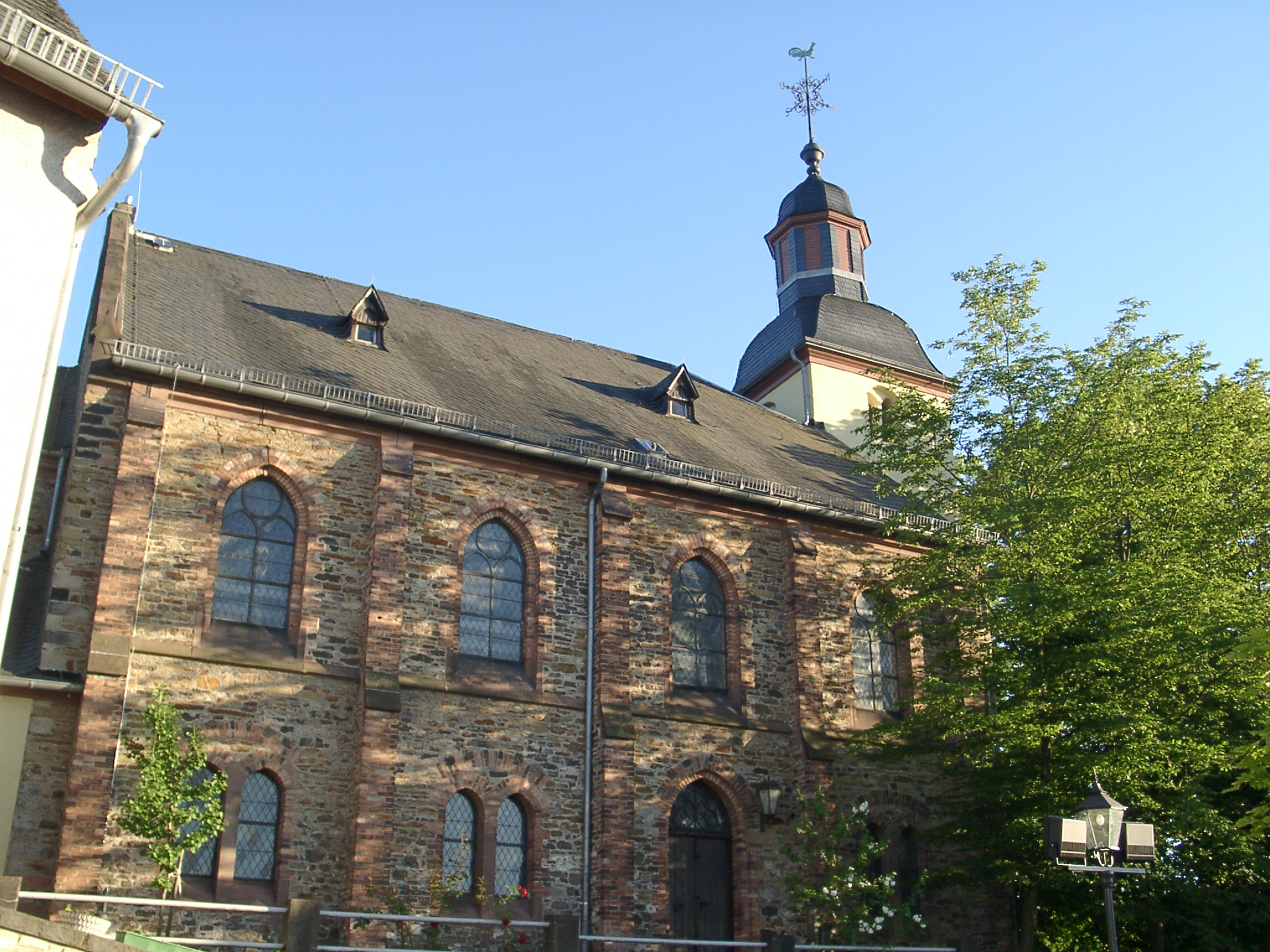
Evangelische Kirche von Höhr-Grenzhausen
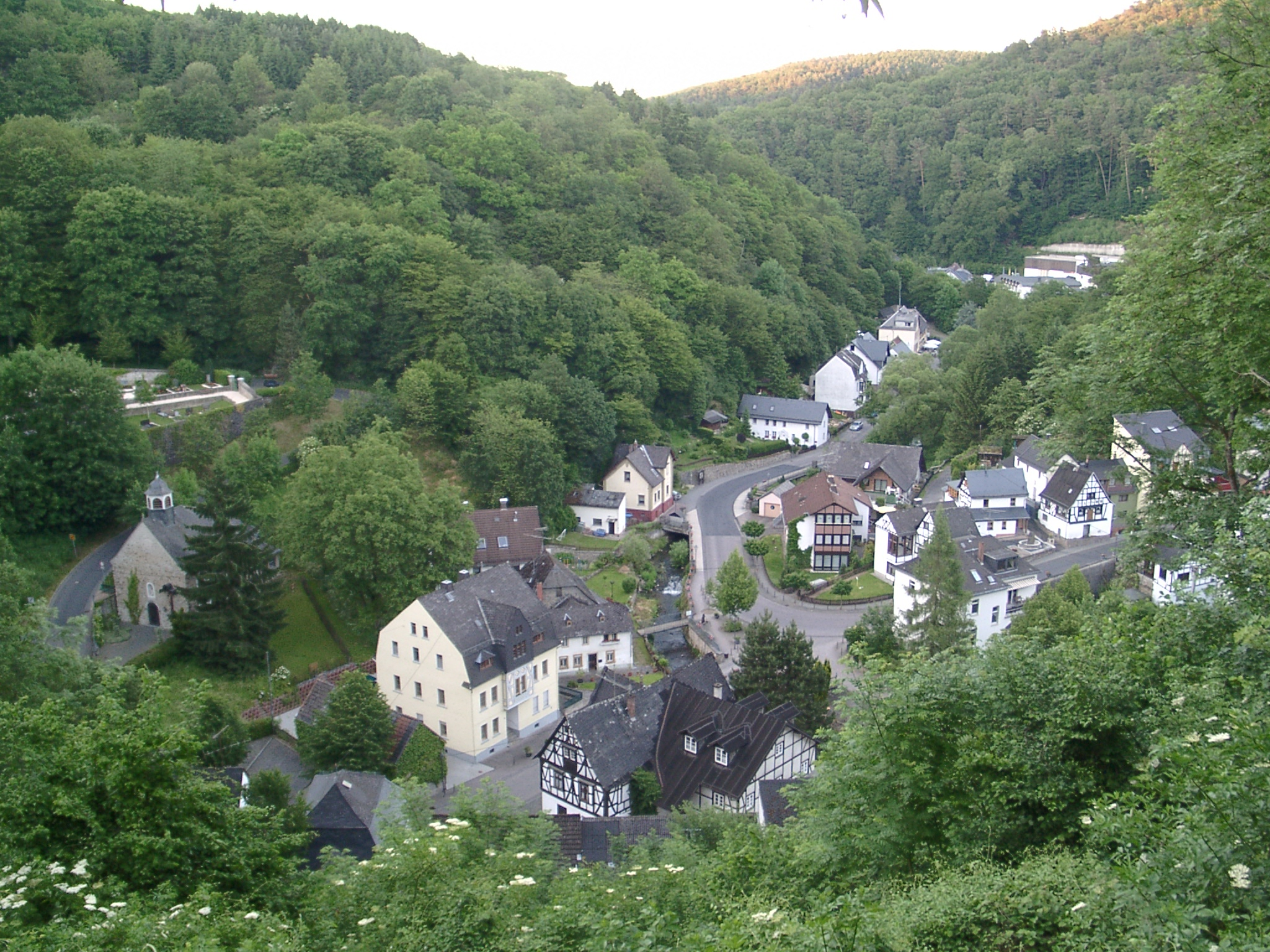
Ansicht von Grenzau von der Burg aus
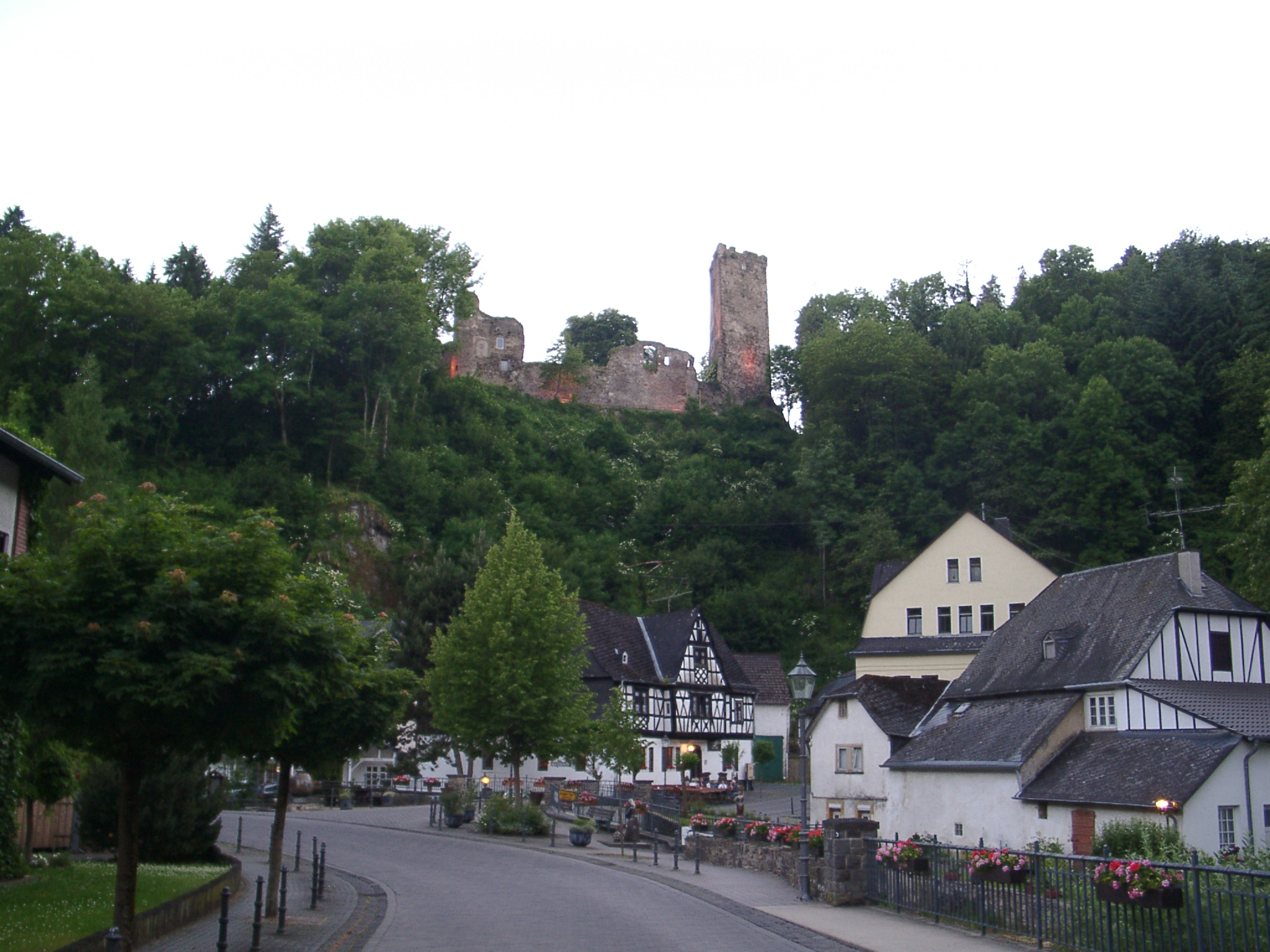
Grenzau mit Burg
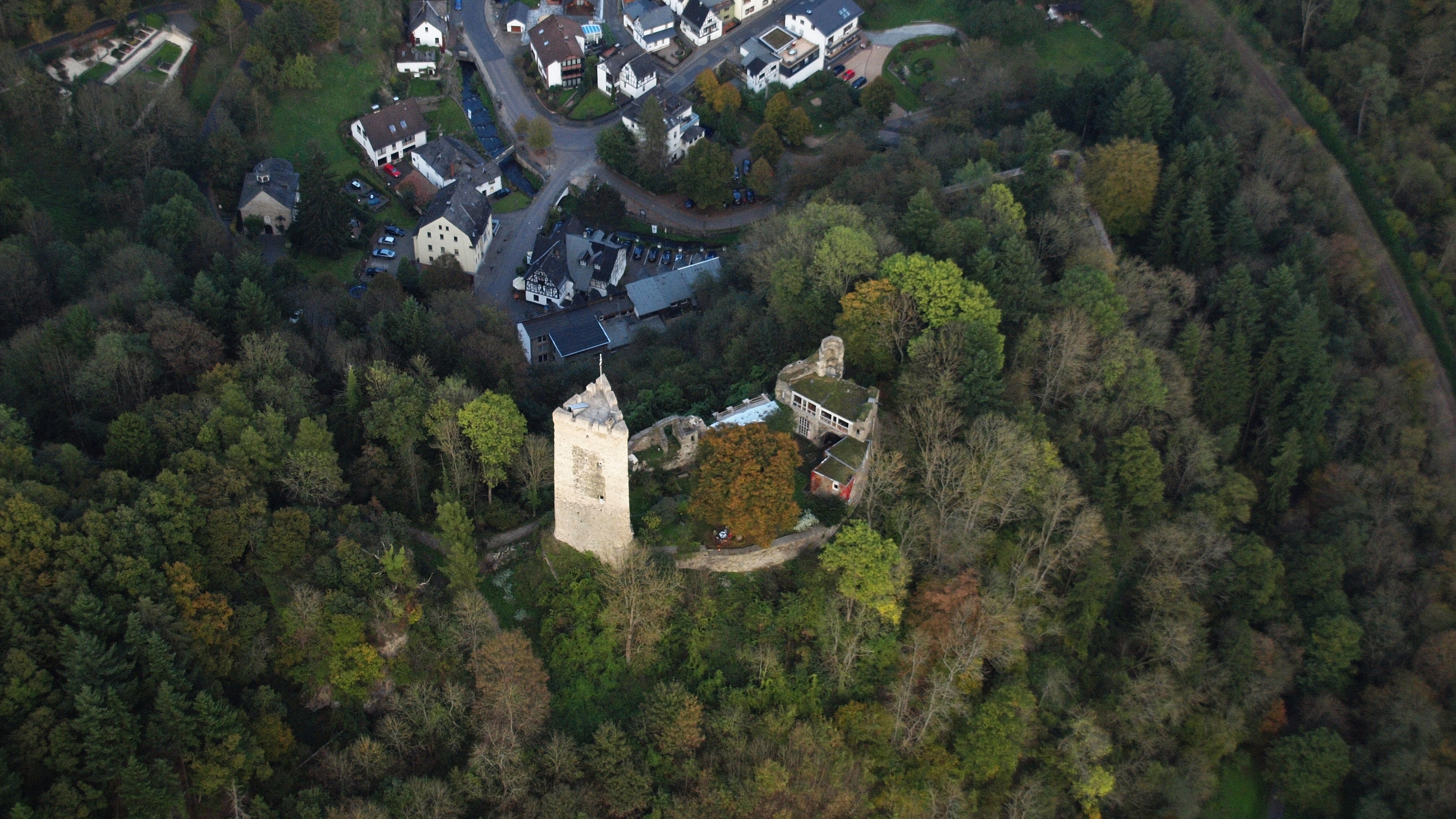
Burg Grenzau, Luftaufnahme (2014)